# اندیس رودخانه دهک سر چاه شور
رودخانه دهک سر چاه شور یک اندیس فلزی است که در حوالی شهر سر چاه شور استان خراسان قرار دارد و مادهٔ معدنی موجود در آن، مس است.سنگ میزبان این اندیس آندزیت ،بازالت است و دیرینگی آن به دوران نئوژن می‌رسد. در این اندیس، پاراژنز‌های آزوریت یافت می‌شوند.